# Le Grimoire d'Arkandias
Pour le film d'Alexandre Castagnetti et Julien Simonet, voir Le Grimoire d'Arkandias.
Le Grimoire d'Arkandias est un roman destiné à la jeunesse, premier tome de la Trilogie d'Arkandias de l'écrivain français Éric Boisset, publié par Magnard en 1996.

## Résumé
Théophile adore lire et passe tous ses mercredis après-midi à la bibliothèque. Un jour, il découvre un étrange livre, Leçons pratiques de magie rouge, duquel tombe une note indiquant « Comment devenir invisible, par A. Arkandias ».
Aidé par son meilleur ami, Bonaventure, il déploie des trésors d’ingéniosité pour se procurer un œuf punais et un dé à coudre de sang de poule noire... Mais un inconnu les suit : le mystérieux Agénor Arkandias.
Une fois la bague créée, Théophile s'amuse avec. Mais à la suite d'un accident, il n'arrive pas à redevenir visible et décide alors de partir à la recherche du fameux A. Arkandias.

## Interprétation de l'œuvre
Les deux personnages principaux, Théophile et Bonaventure, forment un groupe d'amis traditionnel dans le genre, présentant une belle complémentarité entre l'intellectuel cultivé qui rêve, et le dégourdi, bon en maths et pragmatique. Un des intérêts de ces amis est de permettre au lecteur de s'identifier facilement à l'un de ces deux caractères, dont les personnalités sont complémentaires. L'un est un enfant qui vit seul avec sa mère, l'autre est un enfant des îles vivant en métropole. Théophile est un passionné de lectures qui adhère totalement aux histoires qu'il lit, à tel point qu'elles forment son système de références et ouvrent de nombreuses occasions de réseaux de lecture et d'inter textes. Ce récit se situe entre le fantastique (l'invisibilité) et le policier (des zones de mystères à résoudre).

## Cinéma
La Trilogie d'Arkandias est adapté au cinéma sous le titre Le Grimoire d'Arkandias  par Alexandre Castagnetti et Julien Simonet avec une sortie en salles le 22 octobre 2014, avec Christian Clavier, Isabelle Nanty, Anémone et Armelle. Le tournage s'est déroulé pour partie en Belgique.